# Juce

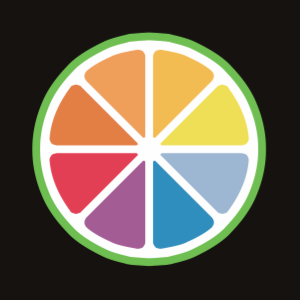

Juce — відкритий багатоплатформовий інструментарій програмування (фреймворк) для розробки  GUI додатків і плагінів мовою C++.
Код з Juce може бути зкомпільований на платформах Windows, Mac OS X, Linux iPhone і Android. Juce підтримує різні середовища розробки і компілятори, такі як GCC, Xcode і Visual Studio.
Juce вперше опублікований в 2004 році, власником його коду є британська компанія Raw Material Software. Має подвійну GPL/комерційну ліцензію. Розроблений на основі концепції Java Development Kit.

### Підтримувані платформи
Juce підтримується на наступних платформах.
- Microsoft Windows версій 98, ME, 2000 і XP;
- Mac OS X починаючи з версії 10.2;
- Linux з ядрами версій 2.6.

### Підтримувані компілятори
Офіційно підтверджена коректна робота Juce з наступними компиляторами:
- GCC починаючи з версії 3.3;
- XCode;
- Microsoft Visual Studio — Visual C++ версії 6 і вище;
- MinGW.